# آماتونی ویرابیان
آماتونی ساسونیکی ویرابیان (ارمنی: Ամատունի Սասունիկի Վիրաբյան؛ زادهٔ ۱۷ اوت ۱۹۵۶) تاریخ‌نگار و سیاستمدار اهل ارمنستان است که از ۷ آوریل ۲۰۰۳ ریاست آرشیوهای ملی ارمنستان را برعهده دارد.

## زندگی‌نامه
وی در ۱۷ اوت ۱۹۵۶ ‏در گغانیست به دنیا آمد و در سال ۱۹۷۷ از دانشگاه دولتی وانادزور فارغ‌التحصیل گشت. وی برنده جوایزی همچون مدال موسس خورناتسی است.